# Codalb

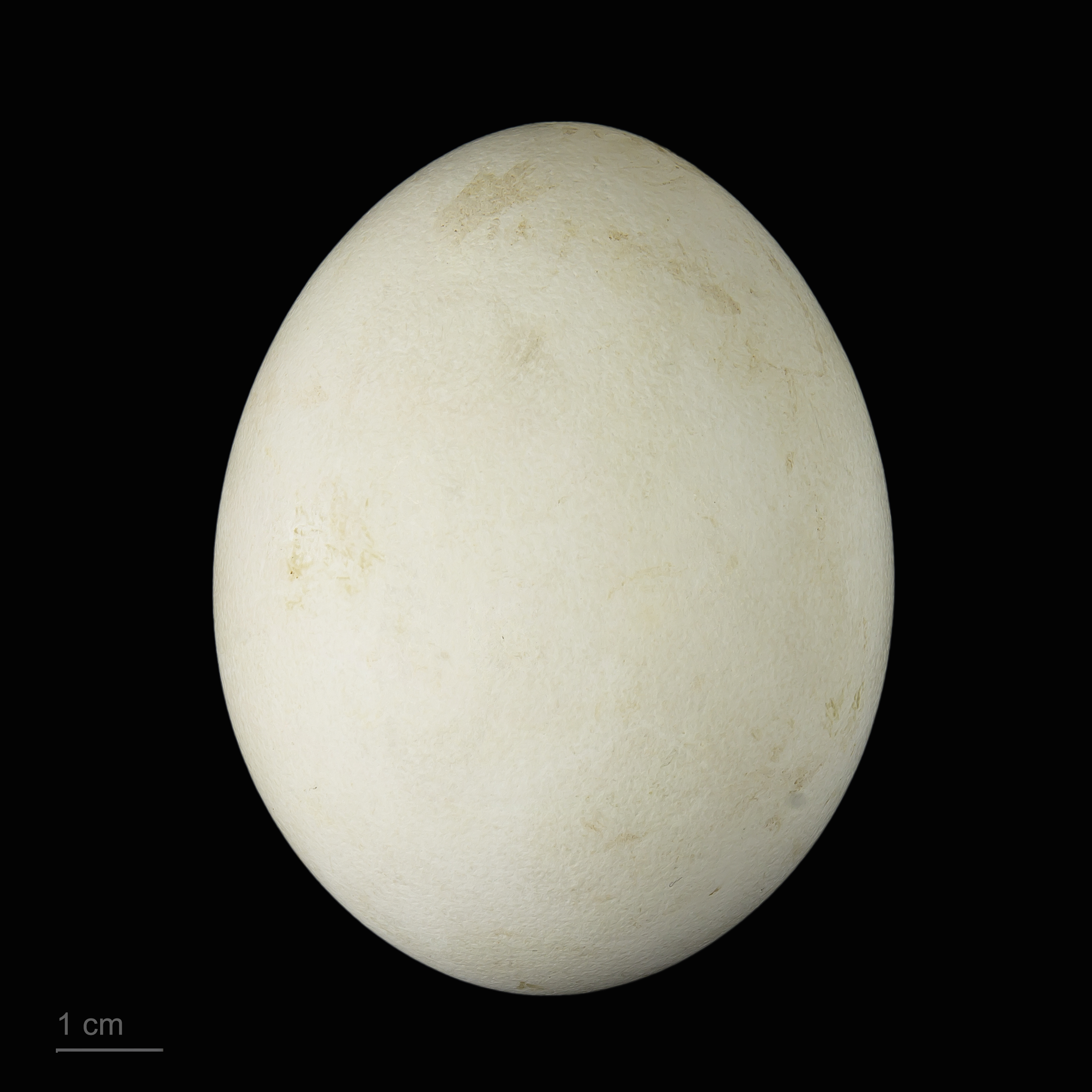
Haliaeetus albicilla - MHNT

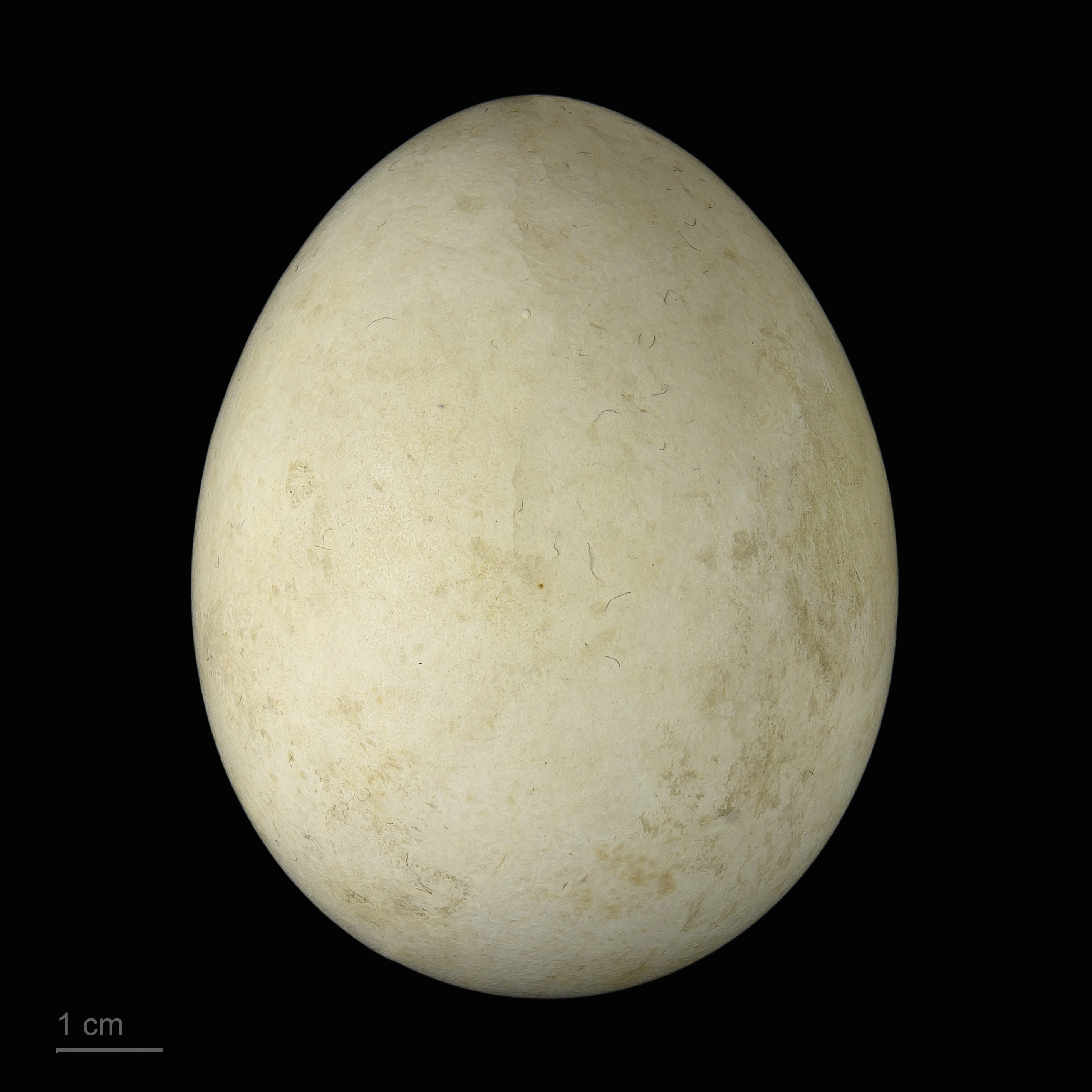
Haliaeetus albicilla groenlandicus - MHNT

Codalbul (Haliaeetus albicilla) este o pasăre răpitoare de zi, protejată, din ordinul accipitriformelor (Accipitriformes),  familia Accipitridae. În România cuibărește în regiunea Dunării și în Delta Dunării. Este de talie mare (70-90 cm) cu corpul cafeniu, coada albă, ciocul galben puternic, lung, drept, încovoiat spre vârf și picioare galbene, la fel ca și degetele; unghii negre, mult curbate. Se hrănește în principal cu pește în sezonul de cuibărire dar recurge și la păsări (în special acvatice), hoituri și mai rar alte vertebrate cum ar fi mamifere. Cuibărește în arbori din vecinătatea apelor.

## Caracteristici
Codalbul este corpolent și cu o talie mare, are o silueta masivă caracterizată prin o anvergură mare și o coadă scurtă cuneiformă. Codalbul are o talie mare, 70–90 cm lungime, cu o anvergură a aripilor de 190-240 cm. Femelele, cu o greutate de 4-6,9 kg, sunt mai mari decât masculii, care cântăresc 3-5,4 kg.
Penajul este de culoare brun închis (cafeniu), cu excepția capului și bazei gâtului care sunt mai deschise. Păsările bătrâne au capul și gâtul alb. Adulții au o coadă albă. Aripile sunt mari în formă de „ușă de hambar”. Capul este mare și ciocul foarte masiv. Ciocul este brun-negricios la tineri, galben la adulți; puternic, lung, drept, încovoiat brusc spre vârf. Picioarele sunt galbene, la fel ca și degetele cu unghii negre, mult curbate. Jumătate din lungimea picioarelor sunt acoperite cu pene.
Puii au o culoare mai închisă (smântâniu până la maro-cenușiu), ajungând treptat la penajul adult în 5-6 ani. Ei au coada și ciocul întunecate, iar coada are o bandă terminală închisă la păsările subadulte înainte a se înălbi.

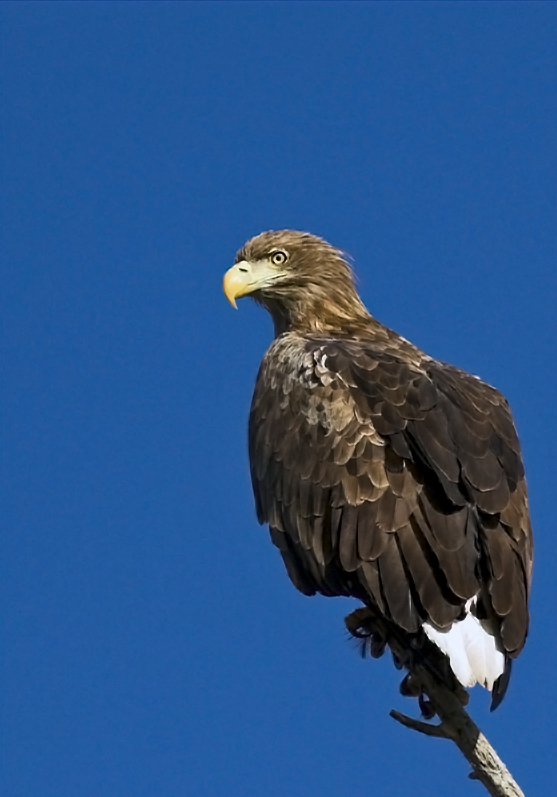
Codalbul în Delta Dunării

## Răspândire
Specia este răspândită predominant în Norvegia și Rusia (mai ales în Siberia), care dețin împreună >55% din populația europeană, populații importante se află în sud-vestul Groenlandei, Danemarca, Suedia, Polonia și Germania. Un număr mic de exemplare se găsesc în Islanda, Marea Britanie, Finlanda, Estonia, Letonia, Lituania, Belarus, Austria, Republica Cehă, Slovacia, Slovenia, statele din fosta Iugoslavie, Bulgaria, România, Republica Moldova, Ungaria, Grecia, Turcia, Iran, Armenia, Georgia, Azerbaidjan, Ucraina, Kazahstan, Turkmenistan, Mongolia, China și Japonia. La nivelul mondial se estimează că există 5000-7000 de perechi de codalbi: 175 perechi în Groenlanda și aproape 3500 de perechi în Europa (în Islanda 35-40 perechi, Norvegia 1500, Rusia europeană 900-1100, Polonia 180-240, Germania 140-150, Suedia 100-150).
În România au fost identificate 20-25 perechi cuibăritoare de codalb, întâlnite în regiunea Dunării și în Delta Dunării: în mai multe rezervații naturale (Arinișul Erenciuc, Pădurea Caraorman, Pădurea Letea, Lacul Potcoava) incluse în parcul național Delta Dunării. Acestea îi asigură speciei condiții de cuibărire și hrană, începând cu luna martie, până în octombrie. Prezența în România: tot timpul anului; iarna sosesc aici și unele exemplare nordice.
În Republica  Moldova au fost găsite câteva exemplare în pădurile de luncă ale Nistrului și Prutului. Este o specie critic periclitată, inclusă în Cartea Roșie a Republicii Moldova.

## Habitat
Este o pasare legată de mediu acvatic (coaste maritime, râuri mari, lacuri), trăind pe uscat sau la marginea mării. Pe uscat, codalbul preferă marginea lacurilor și fluviilor aflate în tundră, păduri sau aproape de păduri, care sunt potrivite pentru găsirea prăzii. Pe coastă mării, el trăiește pe falezele stâncoase abrupte.

## Hrana
Este o pasăre de pradă puternică hrănindu-se cu diverse animale, un necrofag ocazional (se hrănește cu hoituri) și pirat, având o gamă largă de pradă în funcție de locație și de sezon. Hrana include pești, broaște, șerpi, păsări (rațe, lișițe etc.), ouăle și puii din cuib; mai puțin frecvent, mamifere (iepuri, popândăi etc); în multe regiuni peștele este probabil cea mai importantă hrană.
Hoiturile pot fi deosebit de importante în hrană pe timpul iernii, sau chiar pe tot parcursul anului în anumite regiuni, cum ar fi Scoția, unde lagomorfele sunt, de asemenea, o hrană importantă; în Scoția concurează direct cu acvila de munte (Aquila chrysaetos) pentru hoituri.
Se hrănește cu pești vii de apă dulce sau de mare, mai ales cu cei găsiți lângă suprafață.
Prada aviară include cufundarii (Gavia), corcodeii (Podicipedidae), rațele (Anatidae), lișițele (Fulica), pinguinii nordici (Alcidae),  pescărușii (Laridae) și alte pasări cu o mărime până la dimensiunea gâștelor și lebedelor adulte.
Mamiferele care servesc ca pradă includ un spectru larg de la șoareci și lagomorfe (iepuri) până la animale de dimensiunea puilor de cerbi sau de oii, de cele mai multe ori se hrănesc cu hoiturile acestor mamifere; nu există o limită în mărimea hoiturilor, care au inclus chiar cadavre umane.

## Reproducerea
Cuibul este o construcție masivă situat în arbori din vecinătatea apelor; el este mărit mereu în decursul anilor și este format din bețe și crengi și este căptușit cu plante verzi, ramuri cu frunze, lână, cârpe etc. Cuibul este construit de ambele sexe: masculul aduce materialul, iar femela construiește cuibul.
Ponta. Femela depune la intervale de 2-5 zile 1-3 ouă. Ouăle sunt albe mat. Ponta începe de la sfârșitul lui februarie până la mijlocul lui aprilie.
Incubația durează 35-42 de zile. Clocitul începe de la depunerea primului ou și este asigurat de ambele sexe sau numai de femelă.
Puii sunt nidicoli. În primele două săptămâni puii sunt acoperiți și îngrijiți de către femelă; în următoarele două săptămâni, femela rămâne în apropierea cuibului alimentând puii; în acest timp, hrana este procurată numai de mascul. Prima îmbrăcăminte a puilor este formată de un puf subțire și lung, smântâniu până la maro-cenușiu, și este mai întunecat pe aripi și târtiță și mai deschis pe beregată. A doua haină este formată din puf mai lung și mai lânos. Primele pene apar la pui la aproximativ o lună. Puii părăsesc cuibul în circa 56 de zile și se hrănesc independent la 8 săptămâni. Ei zboară la 70 de zile, însă rămân totuși în apropierea cuibului, cerând hrană, încă timp de 35-40 de zile.